# Bühnen der Stadt Gera

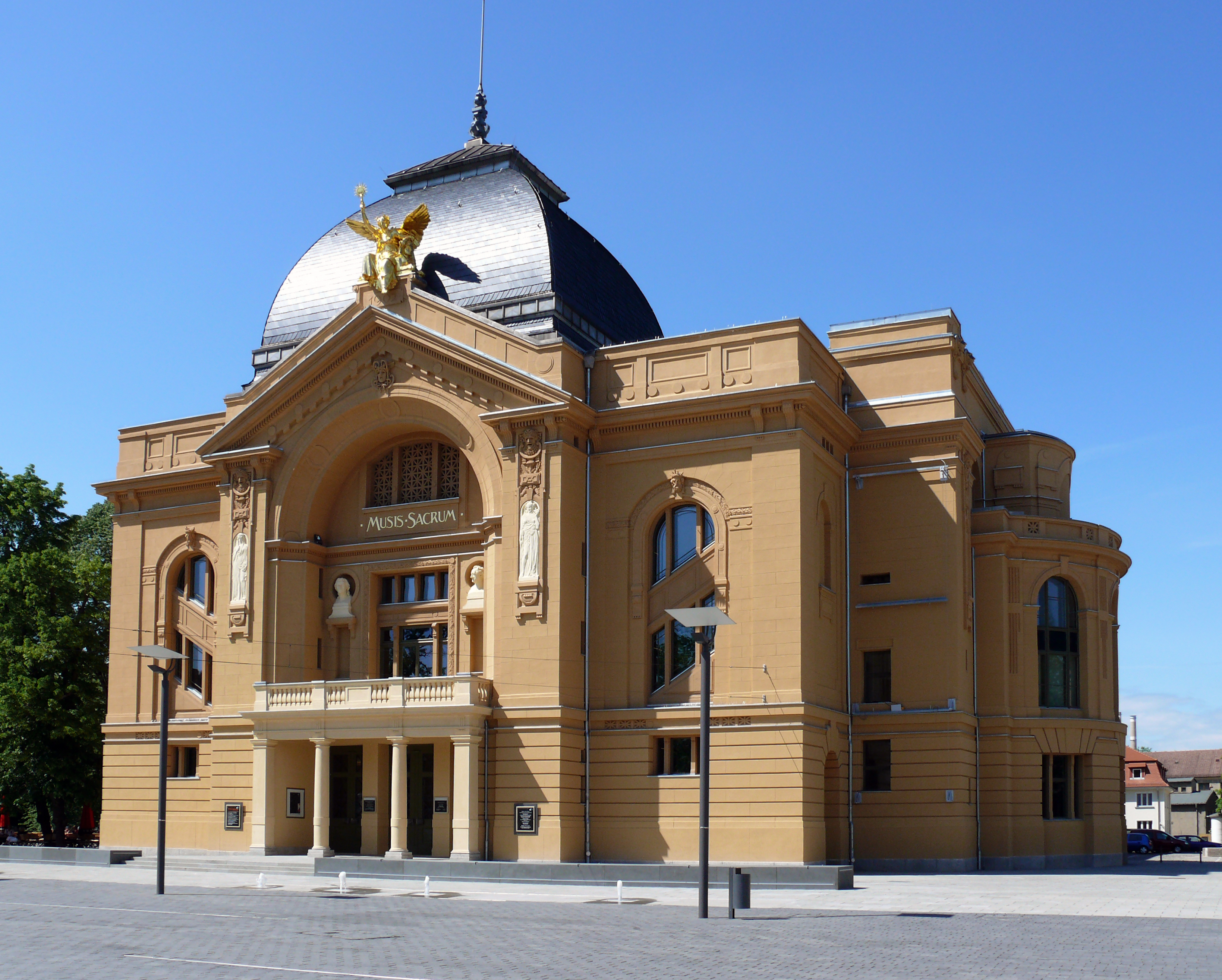
Theater Gera, Großes Haus, 2007

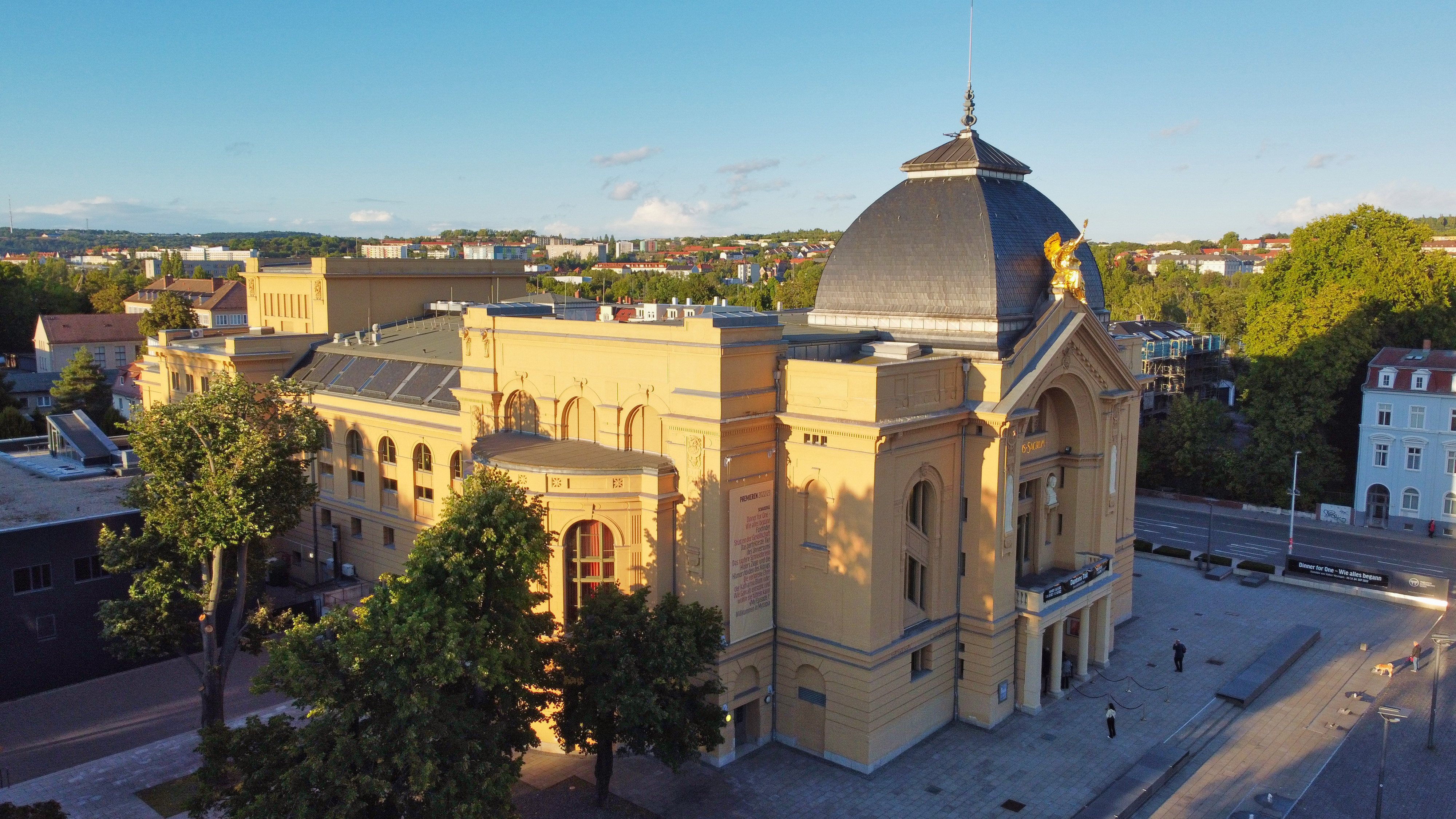
Seitenansicht des Großen Hauses, 2022

Das Theater Gera gehört zum Theater Altenburg Gera und ist Thüringens einziges Fünfspartentheater. Hauptspielstätte und eines von drei Theatergebäuden in dieser Stadt ist das Große Haus. Es verfügt über einen Theatersaal mit 552 Plätzen, einen Konzertsaal mit 812 Plätzen und eine kleine Spielstätte, die „Bühne am Park“, mit 141 Plätzen. Die Geschäftsführung besteht aus Kay Kuntze (seit 2011 Generalintendant, künstlerischer Geschäftsführer und Operndirektor) und Volker Arnold (seit 2015 Kaufmännischer Geschäftsführer).

## Geschichte

### Entstehung und Anfangsjahre

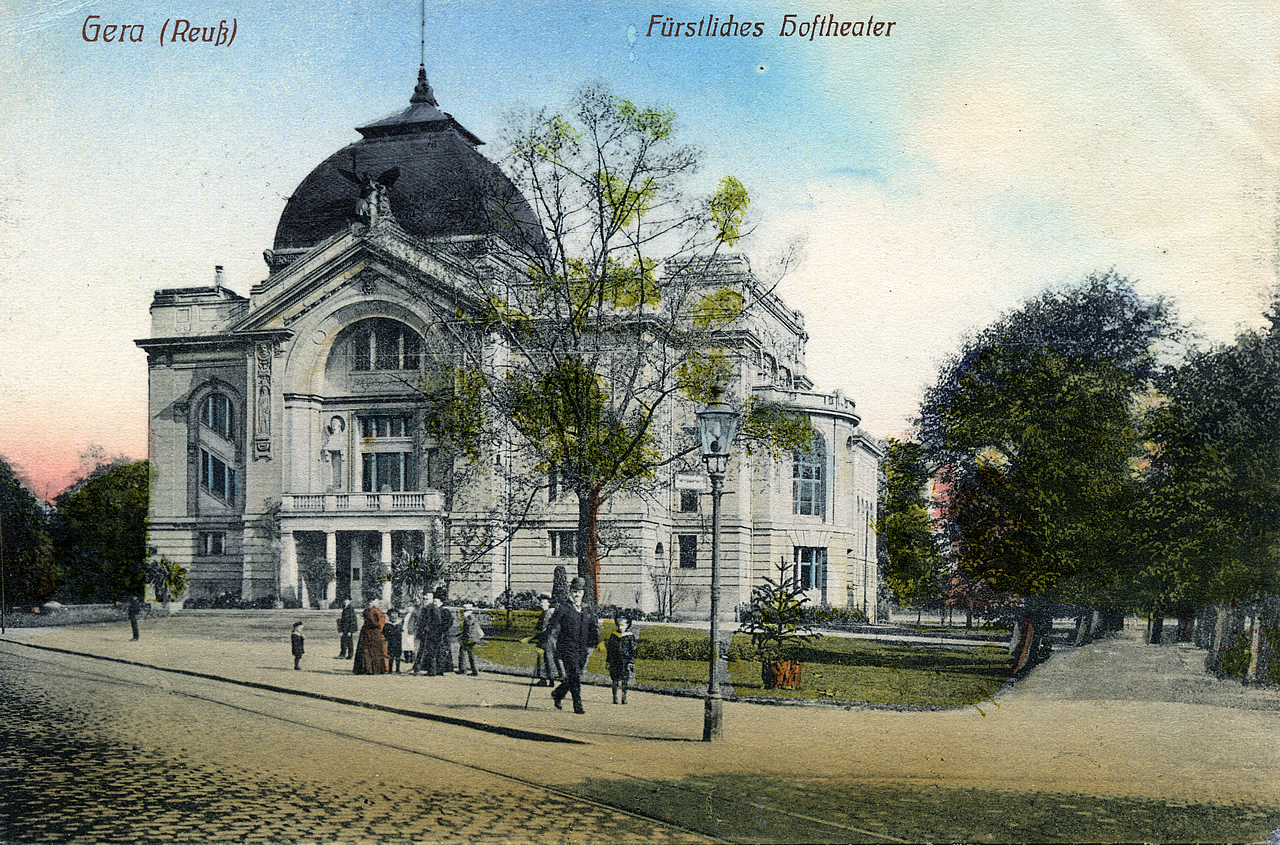
Fürstliches Hoftheater, um 1908 (kolorierte Ansichtskarte)

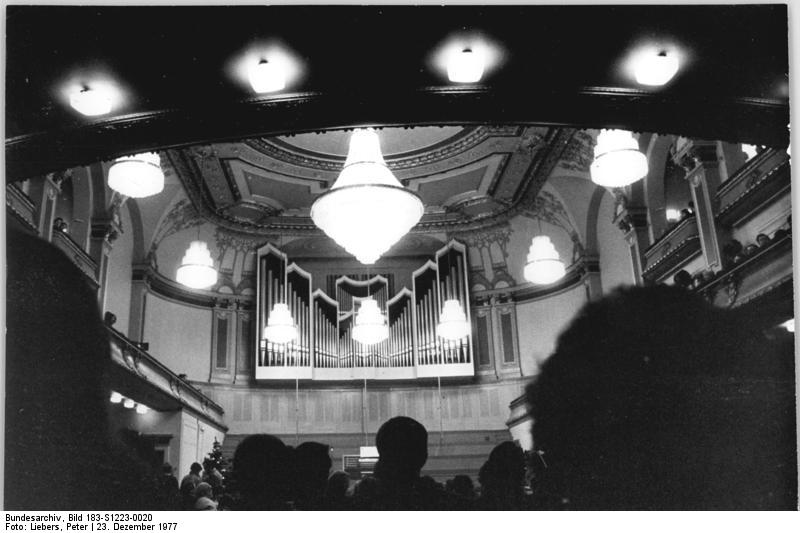
1977: Feierliche Einweihung der neuen Konzertorgel

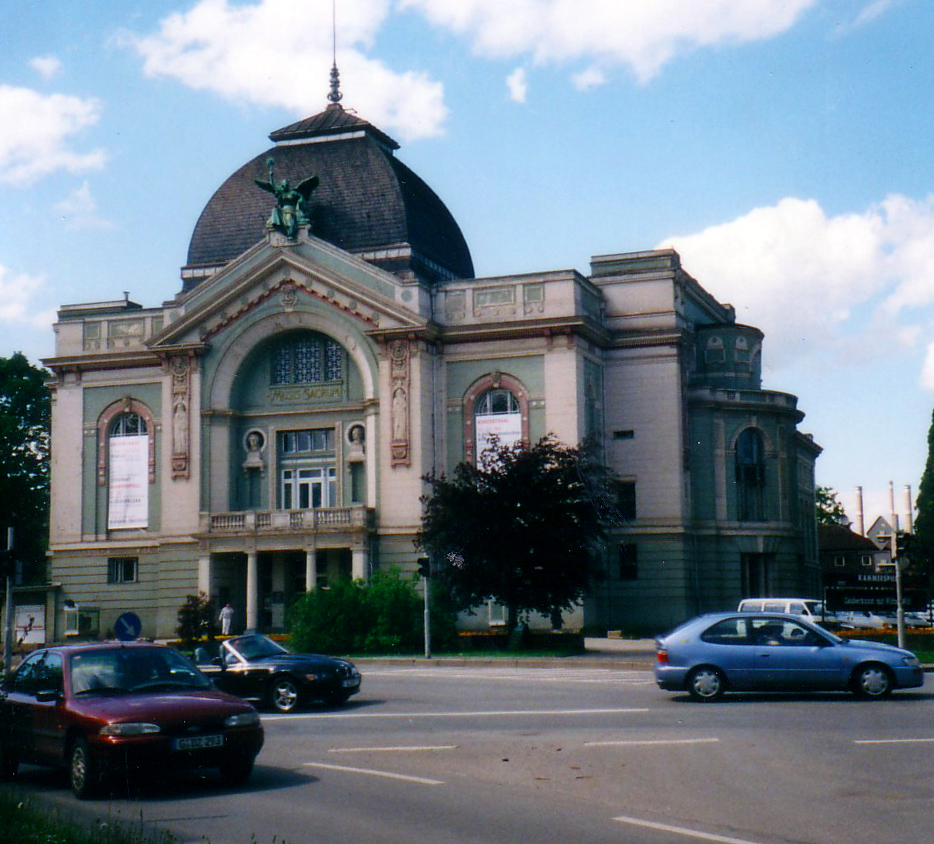
1999: Das Theater vor der Gesamtsanierung in der Farbgebung ab 1976

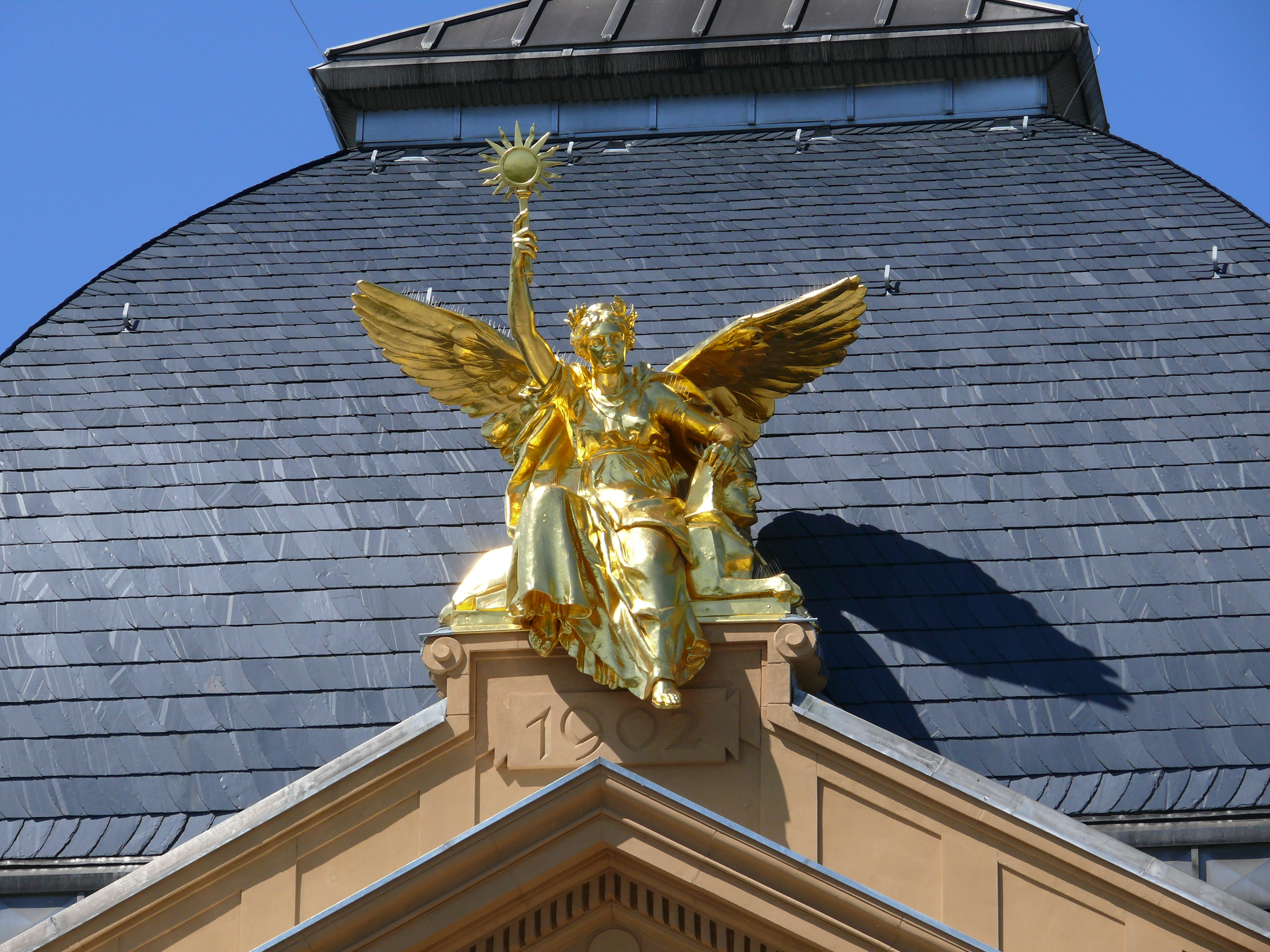
Genius („Göttin der Wahrheit“) des Bildhauers Achim Meißner

#### Hoftheater
Ein erstes Theatergebäude gab es mit dem Komödienhaus, gelegen am heutigen Johannisplatz, bereits von 1616 bis 1741. Ein ständiges Theater-Ensemble existierte im 18. und 19. Jahrhundert in Gera jedoch noch nicht. Nachweisen lässt sich aber, dass mindestens seit dem Jahr 1786 die Gesellschaft junger Schauspieler unter der Direktion von Samuel Meddox ziemlich regelmäßig auftrat. Da beim Stadtbrand 1780 das Komödienhaus erneut abbrannte, gab Direktor Meddox den Auftrag zum Bau eines neuen Theaters. Am heutigen Puschkinplatz an der Straße nach Untermhaus folgte im Jahre 1787 ein hölzerner Neubau und 1822 das erste Theater in Massivbauweise, das nach Umbau und Erweiterung bis 1902 genutzt wurde.
Das Theater bot zwar ein großzügiges Bühnenhaus, jedoch keinen geeigneten Konzertsaal für die Reußische Hofkapelle – ein Umstand, der dazu führte, dass man schließlich einen Theaterneubau anstrebte. Die für den Bau benötigten finanziellen Mittel wurden größtenteils durch Spenden Geraer Bürger aufgebracht, die schließlich noch fehlende Summe sowie das Baugrundstück im Küchengarten steuerte Fürst Heinrich XIV. bei. Insgesamt beliefen sich die Baukosten auf 1.103.760 Mark, dies würde heute einem Betrag von über 10 Millionen Euro entsprechen.

#### Neues Fürstliches Theater
Mit dem Bau wurde 1899 der Berliner Architekt Heinrich Seeling beauftragt, als Bauherr fungierte Erbprinz Heinrich XXVII. Die Einweihung als Fürstliches Hoftheater fand am 18. Oktober 1902 statt. Das Theater zählte bei Eröffnung 1902 zu den fortschrittlichsten seiner Zeit, da es Theater und Konzertsaal in einem Gebäude vereinte. Es wies eine zeitgemäße Mischkonstruktion aus Stahlbetonbau, Stahlskelettbau sowie Holzfachwerkkonstruktion auf und verfügte über moderne Beleuchtung, technische Ausstattung und Brandschutzvorkehrungen. Architektonisch repräsentierte das Gebäude den zeittypischen historistischen Mischstil. So zeigt sich die Fassade im Stil der Neorenaissance, wobei der ornamentale Schmuck deutlich vom Jugendstil beeinflusst ist.
Betrachtet man die äußere Gestaltung des Gebäudes, so sticht vor allem die markante Eingangsseite mit ihren symbolhaften Darstellungen hervor. Neben den Büsten Friedrich Schillers und Johann Wolfgang von Goethes, sowie dem lateinischen Schriftzug Musis Sacrum (dt. den Musen geweiht), sind dies vor allem Darstellungen aus der griechischen Mythologie: Genius auf Sphinx, Haupt der Medusa, die Muse Melpomene sowie eine Bacchantin.
In den Jahren von 1914 bis 1921 erfolgte eine weitere künstlerische Ausgestaltung von Konzertsaalfoyer und Spiegelfoyer sowie der Ausbau des Theatercafés.

### Reußisches Theater
Das um 1903 gegründete Fürstlich Reußische Theater war ein Unikum unter den Theatern der 1920er Jahre: Es war in republikanischer Zeit eine Bühne unter fürstlicher Protektion des von Ernst Barlach so genannten „Theaterprinzen“ Heinrich XLV. und bekam weder Unterstützung von der Stadt noch vom Staat Thüringen. Das Theater war aber keine „privatartige Schloßbühne“, sondern eine Landesbühne mit Oper, Schauspiel, Operette und bot 1100 Besuchern Platz.
Von 1924 bis 1927 war Walter Bruno Iltz Generalintendant des Fürstlich Reußischen Theaters. Iltz wurde als moderner junger Regisseur bekannt, aufgeschlossen und enthusiastisch, er spielte zahlreiche neue Autoren wie Ernst Barlach (Die Sündflut, 1925, in eigener Inszenierung, sowie Die gute Zeit, 1925 und Der arme Vetter, 1927), Bertolt Brecht (Mann ist Mann), Arnolt Bronnen, Walter Hasenclever (Ein besserer Herr), Georg Kaiser (drei Stücke), Carl Zuckmayer und Fritz von Unruh, aber auch die Deutsche Erstaufführung von Anton Tschechows «Platonow» (in der Inszenierung von Heinz Hilpert). Anlässlich der Aufführung von Arnolt Bronnens Kriegsdrama «Katalaunische Schlacht» wurden Iltz und seine Frau Helena Forti 1925 mit dem Erschießen bedroht. Unter Iltzs Direktion fanden auch zahlreiche Uraufführungen statt, darunter von Alexander Lernet-Holenia (Saul), André Gide (Die Rückkehr des verlorenen Sohnes), Karl Röttger (Die Heimkehr, 1926), Denis Diderot (Ist er gut? Ist er böse?), Rosso di San Secondo (Die Treppe, 1927), Bert Schiff und Kiesau, Opern von Johann Staden, Händel (Otto und Theophano), Manuel de Falla (Ein kurzes Leben, 1926), Vittorio Gnecchi (Rosiera, 1927) und Roderich Mojsisovics von Mojsvár (Der Zauberer, 1926), und im Ballett Darius Milhaud, Felix Petyrek, Adrien Raynal und das Persische Ballett von Egon Wellesz (1925) in der Choreographie Yvonne Georgi. Im klassischen Repertoire standen Stücke von Schiller (Die Jungfrau von Orléans), Shakespeare (Der Kaufmann von Venedig), Kleist, Lessing (Nathan der Weise) und Goethes Clavigo sowie Calderon, Tschechow und Büchner im Mittelpunkt.
In der Saison 1925/26 war die moderne Solotänzerin Yvonne Georgi als (nach Vera Skoronel) zweitjüngste Tanz- und Ballettmeisterin Deutschlands in Gera engagiert. Sie eröffnete ihre Arbeit mit einem Tanzabend, bestehend aus Arabische Suite von Felix Petyrek (mit Georgi als Solistin), Saudades do Brazil von Darius Milhaud und Persisches Ballett von Egon Wellesz. Als Silvesterpremiere kam Vittorio Rietis kurz zuvor von Serge Diaghilevs Ballets Russes uraufgeführte Tanzkomödie Barabau heraus. Die Aufführung lockte sogar die Berliner Kritiker nach Gera und gastierte am Leipziger Schauspielhaus und an der Berliner Volksbühne. 1926 choreografierte Georgi noch Igor Strawinskys Pulcinella. Dennoch erhielt die Tanztruppe „wegen mangelnden Interesses des Publikums“ die Kündigung, und Yvonne Georgi wechselte nach Hannover.
Am Theater in Gera waren die Schauspieler Bernhard Minetti, Hans Otto, Paul Hoffmann und Friedrichfranz Stampe, der Regisseur Oscar Fritz Schuh engagiert sowie die Schauspielerin Dorothea Neff, die Iltz später ans Deutsche Volkstheater in Wien engagierte.
In der Spielzeit 1925/1926 erreichte das Theater mit 240.832 Zuschauern seine höchste Besucherzahl.

### Krieg und Nachkriegszeit
Während des Zweiten Weltkriegs wurde das Theater von einer Brandbombe getroffen, die allerdings ein Blindgänger war und so keinen größeren Schaden anrichtete. Am 6. August 1944 wurde das Theater kriegsbedingt geschlossen. Am 6. April 1945 wurde beim schwersten alliierten Bombenangriff des Krieges auf Gera u. a. auch das Kulissenhaus des Theaters zerstört. Doch bereits am 15. September 1945 wurde auf Beschluss des sowjetischen Stadtkommandanten der Theaterbetrieb mit Mozarts Hochzeit des Figaro wiederaufgenommen.

#### Bühnen der Stadt Gera
Im November 1945 erfolgte die Umbenennung des Reußischen Theaters in Bühnen der Stadt Gera.
Im Juli 1951 begann der Wiederaufbau des beim Bombenangriff zerstörten Kulissenhauses. Nachdem am 16. April 1963 bei einem Brand das Bühnenhaus beschädigt wurde, entschloss man sich zur Renovierung des Theaters. Am 10. September 1963 erfolgte nach Renovierung und Neugestaltung von Kassenhalle, Foyer, Theatersaal und technischen Anlagen die Wiedereröffnung.
Im Juni 1976 erhielt das Theater einen neuen Anstrich in den Farben Grün, Weiß und Dunkelrot. Am 21. Dezember 1977 wurde die neue, vom VEB Orgelbau Sauer gefertigte Orgel im Konzertsaal eingeweiht. Sie ersetzte die 1911 gebaute Orgel.
1995 wurde der Konzertsaal saniert und im September 1999 die Bestuhlung im Theatersaal erneuert. Die Anzahl der Sitzplätze verringerte sich von 670 auf 550.
2005 erfolgte die Eröffnung der „Bühne am Park“ mit Probebühne und Studiobühne für 200 Zuschauer (Architekt Klaus Sorger, Gera).
In den Jahren von 2005 bis 2007 erfolgte eine umfassende Gesamtsanierung, Restaurierung, Rekonstruktion und Modernisierung. Das Theater erhielt dabei den an der ursprünglichen Farbgebung angelehnten, sandockerfarbenen Anstrich. Ebenso wurden alle für die Öffentlichkeit zugänglichen Räumlichkeiten einer Neugestaltung unterzogen, eine neue Drehbühne, ein neues Tonstudio sowie eine neue elektro- und raumakustische Anlage installiert.
Im Juni 2013 entstanden als Folge des durch die Hochwasserkatastrophe 2013 erhöhten Grundwasserspiegels und damit verbundenen Wasserständen in den Kelleretagen, an der Haus- und Bühnentechnik Schäden von ca. 400.000 Euro.
Zum Spielzeitbeginn 2019/2020 beziehungsweise im August 2019, wurde der Theaterbetrieb unter dem neuen Namen „Theater Altenburg Gera“ wiederaufgenommen.

## Intendanzen
Die Intendanten des Geraer Theaters seit der Eröffnung des Neuen Fürstlichen Theaters 1902:
- 1895 bis 1908 Georg Kurtscholz, Intendanzrat
- 1903 bis 1918 Freiherr von der Heyden-Rynsch, Intendant
- 1908 bis 1913 Oskar Borcherdt, Direktor
- 1913 bis 1915 Max Reitz, Direktor
- 1915 bis 1924 Paul Medenwaldt, Intendant
- 1924 bis 1927 Walter Bruno Iltz, Generalintendant
- 1927 bis 1928 Max Berg-Ehlert, Generalintendant
- 1928 bis 1934 Karl Rosen, Intendant
- 1934 bis 1936 Paul Smolny, Intendant
- 1936 bis 1938 Friedrich Siems, Intendant
- 1938 Heinrich XLV. Erbprinz Reuß, kommissarischer Intendant
- 1939 bis 1944 Rudolf Scheel, Intendant
- 1944 bis 1945 Reinhard Lehmann, Intendant
- 1945 bis 1948 Walter Brandt, Generalintendant
- 1948 bis 1951 Hans-Georg Rudolph, Intendant
- 1951 bis 1956 Karl Eggstein, Intendant
- 1956 bis 1963 Otto-Ernst Tickardt, Intendant
- 1963 bis 1967 Wolfgang Pintzka, Intendant
- 1967 bis 1989 Heinz Schröder, Intendant
- 1989 bis 1992 Eberhard Kneipel, Intendant
- 1992 bis 1996 Michael Schindhelm, Generalintendant
- 1996 bis 2000 Michael Grosse, Generalintendant
- 2000 bis 2004 René Serge Mund, Generalintendant
- 2004 bis 2006 Eberhard Kneipel, Generalintendant
- 2006 bis 2011 Matthias Oldag, Generalintendant und Geschäftsführer
- Seit 2011 Kay Kuntze, Generalintendant und künstlerischer Geschäftsführer

## Schauspieler
Viele bekannte Schauspieler hatten am Geraer Theater ihre Wirkungsstätte oder gaben hier ihr Theaterdebüt, unter anderem:
- Uwe Dag Berlin
- Hans Epskamp, 1928 bis 1930
- Curt Fischer-Fehling
- Martin Flörchinger
- Leander Haußmann
- Paul Hoffmann
- Rolf Hoppe
- Walter Bruno Iltz, Intendant
- Albert Lieven, Debüt 1928 in Gera
- Ludwig Linkmann
- Bernhard Minetti, 1927 bis 1930
- Dorothea Neff
- Hans Otto, 1924 bis 1926
- Werner Peters
- Karl Pündter, ab 1905, für mindestens zwei Jahre
- Will Quadflieg
- Walter Richter
- Gisela Rimpler, Debüt 1950
- Sigfrit Steiner, Debüt 1928
- Walther Süssenguth
- Georg Thomalla, in den 1930er Jahren
- Gisela Trowe, Debüt 1942 in Gera
- Herwig Walter, Debüt 1932 in Gera
- Dieter Wien

## Uraufführungen
Folgende Uraufführungen fanden am Theater statt:
- 1913 Raskolnikow von Leo Birinski

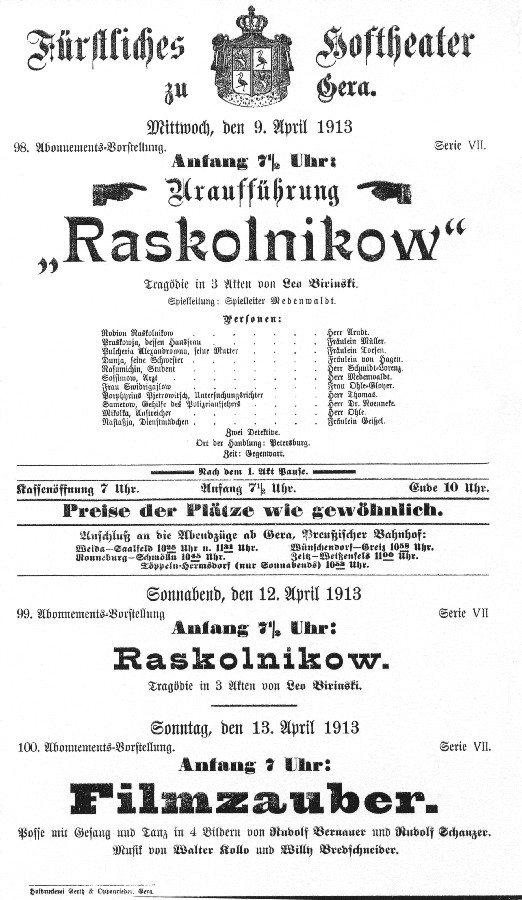
Plakat zur Uraufführung von Raskolnikow am 9. April 1913

- 1926 Die Heimkehr von Karl Röttger
- 1929 Die gute Zeit von Ernst Barlach
- 1930 X-mal Rembrandt von Eugen Zádor
- 1934 Der verlorene Sohn von Ernst Wiechert (in Gera und Altona)
- 1940 Orpheus, Klage der Ariadne, Tanz der Spröden – von Carl Orff bearbeitete Monteverdi-Bühnentrilogie
- 1942 Napoleon von Edmund von Borck
- 1965 Die Ermittlung von Peter Weiss (am selben Tag an 14 Theatern)
- 1968 Juana – Oper von Joachim Dietrich Link
- 1973 Keine Leute – Keine Leute Lustspiel von Rudi Strahl
- 2004 Die sechste Stunde von Johan Maria Rotman
- 2007 Cosima Oper von Siegfried Matthus
- 2008 Bauernstaat – Komödie von Volker Lüdecke
- 2008 Soldatenliebschaft – Singspiel von Felix Mendelssohn Bartholdy
- 2008 Fado = Schicksal – Ballett mit einer Choreographie von Hugo Viera
- 2008 Marrakesch, Madrid oder Das böse Herz – Schauspiel von Christoph Braendle
- 2008 Das Dschungelbuch – Kinderstück von Christa Margret Rieken
- 2009 Die Legende vom Wilhelm Tell – Puppenstück nach Friedrich Schiller
- 2009 Menschensohn – Ballett von Gregor Seyffert
- 2009 Woodstock von Frank Leo Schröder und Edda Leesch
- 2010 Narbengelände von Anne Habermehl
- 2013 Schwarzer Schwan – Ballett von Silvana Schröder
- 2022 Liebe macht frei – Schauspiel von Manuel Kressin mit der Bühnenmusik von Olav Kröger